# 晩生光黒
晩生光黒（ばんせいひかりくろ）は、大豆の栽培品種の一つ。

## 概要
扁球形で光沢のある大粒種で、煮豆・菓子材料として用いられる。名前の由来は成熟が遅いことによる。
北海道厚沢部町の在来種を北海道農事試験場十勝支場（現 十勝農試）で収集したもの。昭和8年度から道南南部限定の奨励品種。昭和41年に奨励品種から除かれたが、最近は再び栽培されるようになってきている。